# Yoshinari Hyakutake
Yoshinari Hyakutake (født 21. november 1977) er en tidligere japansk fodboldspiller.
Han har spillet for flere forskellige klubber i sin karriere, herunder Cerezo Osaka.